# Tělesné vztahy
Tělesné vztahy (v anglickém originále Carnal Knowledge) je americký dramatický film z roku 1971. Režisérem filmu je Mike Nichols. Hlavní role ve filmu ztvárnili Jack Nicholson, Art Garfunkel, Candice Bergen, Ann-Margret a Rita Moreno.

## Ocenění
Ann-Margret získala za svou roli v tomto filmu Zlatý glóbus a byla nominována na Oscara. Jack Nicholson a Art Garfunkel byli za své role v tomto filmu nominováni na Zlatý glóbus.

## Obsazení
| Jack Nicholson | Jonathan Fuerst |
| Art Garfunkel  | Sandy           |
| Candice Bergen | Susan           |
| Ann-Margret    | Bobbie          |
| Rita Moreno    | Louise          |
| Carol Kane     | Jennifer        |
| Cynthia O’Neal | Cindy           |